# State of Georgia
State of Georgia is een Amerikaanse sitcom. De serie draait rond Georgia, een actrice die graag wil doorbreken in New York die samen met haar nerdy vriendin Jo werkt bij een kledingwinkel en woont bij Georgia's tante Aunt Honey.
De serie was voor het eerst te zien op ABC Family op 29 juni 2011. De pilotaflevering werd bekeken door 1,32 miljoen kijkers, wat tegenviel aangezien Raven-Symoné's laatste sitcom 3 miljoen kijkers had per aflevering. In Nederland en België zal de serie vanaf eind 2011 of begin 2012 op Disney Channel te zien zijn.

## Personages

### Hoofdpersonages
- Raven-Symoné als Georgia Chamberlain, een zelfverzekerde winkelmedewerker uit het zuiden, die naar New York verhuist om actrice te worden.
- Majandra Delfino als Jo Pye, Georgia's verlegen en introverte beste vriendin. Ze verhuisde samen met haar naar New York en studeert natuur-scheikunde.
- Loretta Devine als Aunt Honey,[1][2] Georgia's tante, waar Georgia en Jo wonen. Met een actief seksleven komt ze steeds in beeld om de vriendinnen advies te geven en te luisteren naar hun problemen, terwijl ze verhalen vertelt uit haar verleden.

### Veelvoorkomende personages
- Kevin Covais als Lewis, een van Jo's medestudenten.
- Hasan Minhaj als Seth, een van Jo's medestudenten.
- Jason Rogel als Leo, een van Jo's medestudenten.

## Prijzen
| Jaar        | Resultaat         | Prijs                         | Categorie    | Genomineerde |
| ----------- | ----------------- | ----------------------------- | ------------ | ------------ |
| 2011        |                   |                               |              |              |
| Genomineerd | Teen Choice Award | Choice Summer TV Star: Female | Raven-Symoné |              |